# Villiers-au-Bouin
Villiers-au-Bouin – miejscowość i gmina we Francji, w Regionie Centralnym, w departamencie Indre i Loara.
Według danych na rok 1990 gminę zamieszkiwało 677 osób, a gęstość zaludnienia wynosiła 23 osoby/km² (wśród 1842 gmin Regionu Centralnego Villiers-au-Bouin plasuje się na 560. miejscu pod względem liczby ludności, natomiast pod względem powierzchni na miejscu 353.).